# Sairocarpus
Sairocarpus es un género con quince especies de plantas de flores perteneciente a la familia Scrophulariaceae. 

## Especies seleccionadas
- Sairocarpus breweri
- Sairocarpus californicus
- Sairocarpus cornutus
- Sairocarpus costatus
- Sairocarpus coulterianus
- Sairocarpus elmeri

- Datos: Q9072716
- Multimedia: Sairocarpus / Q9072716
- Especies: Sairocarpus